# Gran Premio motociclistico della Repubblica Ceca 1997
Il Gran Premio motociclistico della Repubblica Ceca 1997 fu il dodicesimo appuntamento del motomondiale 1997.
Si svolse il 31 agosto 1997 sul circuito di Brno, e vide la vittoria di Mick Doohan su Honda nella classe 500, di Max Biaggi nella classe 250 e di Noboru Ueda nella classe 125.
Al termine del Gran Premio Valentino Rossi ha raggiunto la certezza matematica del primo titolo mondiale piloti. È anche il GP di esordio per Marco Melandri che con 15 anni e 23 giorni si classifica tra i più giovani piloti esordienti nella storia del motomondiale.

## Classe 500

### Arrivati al traguardo
| Pos | Nº | Pilota                   | Squadra               | Motocicletta | Giri | Tempo     | Griglia | Punti |
| --- | -- | ------------------------ | --------------------- | ------------ | ---- | --------- | ------- | ----- |
| 1   | 1  | Mick Doohan              | Repsol Honda          | Honda        | 22   | 45:25.012 | 1       | 25    |
| 2   | 3  | Luca Cadalora            | Red Bull Yamaha WCM   | Yamaha       | 22   | +14.858   | 2       | 20    |
| 3   | 18 | Nobuatsu Aoki            | Rheos ELF F.C.C. T.S. | Honda        | 22   | +15.110   | 18      | 16    |
| 4   | 2  | Àlex Crivillé            | Repsol Honda          | Honda        | 22   | +15.323   | 7       | 13    |
| 5   | 5  | Norifumi Abe             | Yamaha Team Rainey    | Yamaha       | 22   | +15.648   | 17      | 11    |
| 6   | 24 | Takuma Aoki              | Repsol Honda          | Honda        | 22   | +16.846   | 10      | 10    |
| 7   | 55 | Régis Laconi             | Tecmas Honda Elf      | Honda        | 22   | +48.778   | 8       | 9     |
| 8   | 4  | Alex Barros              | Honda Gresini         | Honda        | 22   | +48.945   | 15      | 8     |
| 9   | 10 | Kenny Roberts Jr         | Marlboro Team Roberts | Modenas KR3  | 22   | +50.117   | 11      | 7     |
| 10  | 6  | Daryl Beattie            | Lucky Strike Suzuki   | Suzuki       | 22   | +1:02.377 | 4       | 6     |
| 11  | 21 | Jurgen van den Goorbergh | Millar MQP            | Honda        | 22   | +1:07.852 | 22      | 5     |
| 12  | 23 | Anthony Gobert           | Lucky Strike Suzuki   | Suzuki       | 22   | +1:39.033 | 9       | 4     |
| 13  | 9  | Alberto Puig             | MoviStar Honda Pons   | Honda        | 22   | +1:45.597 | 20      | 3     |
| 14  | 25 | Laurent Naveau           | Millet Racing         | ROC Yamaha   | 21   | +1 giro   | 24      | 2     |

### Ritirati
| Nº | Pilota            | Squadra               | Motocicletta | Giri | Griglia |
| -- | ----------------- | --------------------- | ------------ | ---- | ------- |
| 7  | Tadayuki Okada    | Repsol Honda          | Honda        | 21   | 16      |
| 20 | Sete Gibernau     | Yamaha Team Rainey    | Yamaha       | 20   | 5       |
| 15 | Frédéric Protat   | Soverex FP Racing     | Honda        | 17   | 23      |
| 16 | Jürgen Fuchs      | Elf 500 Roc           | Elf 500      | 12   | 13      |
| 12 | Jean-Michel Bayle | Marlboro Team Roberts | Modenas KR3  | 10   | 3       |
| 17 | Lucio Pedercini   | Team Pedercini        | ROC Yamaha   | 8    | 21      |
| 8  | Carlos Checa      | MoviStar Honda Pons   | Honda        | 4    | 6       |
| 22 | Kirk McCarthy     | Red Bull Yamaha WCM   | Yamaha       | 3    | 19      |
| 14 | Juan Borja        | Elf 500 Roc           | Elf 500      | 3    | 12      |
| 19 | Doriano Romboni   | IP Aprilia Racing     | Aprilia      | 2    | 14      |

## Classe 250

### Arrivati al traguardo
| Pos | Nº | Pilota               | Squadra                      | Motocicletta | Giri | Tempo     | Griglia | Punti |
| --- | -- | -------------------- | ---------------------------- | ------------ | ---- | --------- | ------- | ----- |
| 1   | 1  | Max Biaggi           | Marlboro Team Kanemoto Honda | Honda        | 20   | 42:06.724 | 2       | 25    |
| 2   | 19 | Olivier Jacque       | Chesterfield Elf Tech 3      | Honda        | 20   | +0.514    | 8       | 20    |
| 3   | 31 | Tetsuya Harada       | Aprilia Racing               | Aprilia      | 20   | +9.992    | 5       | 16    |
| 4   | 2  | Ralf Waldmann        | Marlboro Honda               | Honda        | 20   | +13.153   | 1       | 13    |
| 5   | 5  | Tōru Ukawa           | Benetton Honda               | Honda        | 20   | +31.776   | 3       | 11    |
| 6   | 12 | Takeshi Tsujimura    | F.C.C. Technical Sports      | TSR-Honda    | 20   | +38.777   | 7       | 10    |
| 7   | 15 | Stefano Perugini     | Nastro Azzurro Aprilia       | Aprilia      | 20   | +43.740   | 10      | 9     |
| 8   | 99 | Giuseppe Fiorillo    | Radiant Racing               | Aprilia      | 20   | +58.722   | 9       | 8     |
| 9   | 8  | Cristiano Migliorati | Team Axo Inoxmacel           | Honda        | 20   | +59.569   | 21      | 7     |
| 10  | 27 | Sebastián Porto      | PR2 YPF - ESCO               | Aprilia      | 20   | +1:03.501 | 11      | 6     |
| 11  | 17 | José Luis Cardoso    | S.S.P. Competicion           | Yamaha       | 20   | +1:12.403 | 17      | 5     |
| 12  | 26 | Emilio Alzamora      | Fortuna Honda                | Honda        | 20   | +1:17.559 | 13      | 4     |
| 13  | 14 | Jamie Robinson       | Molenaar Suzuki              | Suzuki       | 20   | +1:25.621 | 26      | 3     |
| 14  | 18 | Osamu Miyazaki       | Edo Racing                   | Yamaha       | 20   | +1:26.471 | 18      | 2     |
| 15  | 21 | Franco Battaini      | Edo Racing                   | Yamaha       | 20   | +1:31.953 | 20      | 1     |
| 16  | 28 | Eustaquio Gavira     | Scuderia Mobil 1 AGV         | Aprilia      | 20   | +1:34.293 | 23      |       |
| 17  | 24 | Claudio Vanzetta     | Mohag Aprilia Racing         | Aprilia      | 20   | +1:58.858 | 30      |       |
| 18  | 22 | Kurtis Roberts       | PJ1 Oils                     | Honda        | 19   | +1 giro   | 24      |       |
| 19  | 49 | Oscar Sainz          | S.S.P. Competicion           | Yamaha       | 19   | +1 giro   | 29      |       |
| 20  | 42 | Radomil Rous         | Racing Team Znojmo           | Yamaha       | 19   | +1 giro   | 28      |       |

### Ritirati
| Nº | Pilota             | Squadra                 | Motocicletta | Giri | Griglia |
| -- | ------------------ | ----------------------- | ------------ | ---- | ------- |
| 10 | Luca Boscoscuro    | Dee Cee Racing          | Honda        | 19   | 19      |
| 20 | Noriyasu Numata    | Molenaar Suzuki         | Suzuki       | 15   | 12      |
| 7  | Haruchika Aoki     | Matteoni Racing         | Honda        | 14   | 6       |
| 65 | Loris Capirossi    | Aprilia Racing          | Aprilia      | 7    | 4       |
| 16 | William Costes     | Chesterfield Elf Tech 3 | Honda        | 6    | 16      |
| 25 | Oliver Petrucciani | Mohag Aprilia Racing    | Aprilia      | 6    | 15      |
| 73 | Maurice Bolwerk    | MRTT Team Bolwerk       | Honda        | 6    | 22      |
| 11 | Jeremy McWilliams  | QUB Team Optimum        | Honda        | 5    | 14      |
| 29 | Idalio Gavira      | Scuderia Mobil 1 AGV    | Aprilia      | 3    | 31      |
| 41 | Vladimír Častka    | Matador Slovakia        | Honda        | 3    | 27      |
| 40 | Bohumil Staša Jr.  | Wernberger Racing       | Aprilia      | 1    | 25      |

## Classe 125

### Arrivati al traguardo
| Pos | Nº | Pilota             | Squadra                   | Motocicletta | Giri | Tempo     | Griglia | Punti |
| --- | -- | ------------------ | ------------------------- | ------------ | ---- | --------- | ------- | ----- |
| 1   | 7  | Noboru Ueda        | Team Pileri               | Honda        | 19   | 42:13.666 | 13      | 25    |
| 2   | 3  | Tomomi Manako      | UGT 3000                  | Honda        | 19   | +0.170    | 14      | 20    |
| 3   | 46 | Valentino Rossi    | Nastro Azzurro Aprilia    | Aprilia      | 19   | +0.328    | 3       | 16    |
| 4   | 15 | Roberto Locatelli  | Team Axo Inoxmacel        | Honda        | 19   | +0.776    | 18      | 13    |
| 5   | 10 | Lucio Cecchinello  | Spidi Honda LCR           | Honda        | 19   | +0.883    | 12      | 11    |
| 6   | 21 | Gianluigi Scalvini | Team Axo Inoxmacel        | Honda        | 19   | +0.960    | 7       | 10    |
| 7   | 22 | Steve Jenkner      | Aprilia - ADAC Sachsen    | Aprilia      | 19   | +1.054    | 19      | 9     |
| 8   | 2  | Masaki Tokudome    | Docshop Racing            | Aprilia      | 19   | +1.162    | 2       | 8     |
| 9   | 8  | Kazuto Sakata      | UGT 3000                  | Aprilia      | 19   | +3.442    | 5       | 7     |
| 10  | 41 | Yōichi Ui          | Yamaha Kurz               | Yamaha       | 19   | +6.062    | 1       | 6     |
| 11  | 72 | Garry McCoy        | Marlboro Team Alfa Bieffe | Aprilia      | 19   | +11.579   | 23      | 5     |
| 12  | 32 | Mirko Giansanti    | Matteoni Racing           | Honda        | 19   | +11.756   | 22      | 4     |
| 13  | 33 | Manfred Geissler   | UGT 3000                  | Aprilia      | 19   | +11.885   | 15      | 3     |
| 14  | 39 | Jaroslav Huleš     | L.B. Racing               | Honda        | 19   | +12.801   | 10      | 2     |
| 15  | 19 | Frédéric Petit     | Team RMS                  | Honda        | 19   | +13.289   | 11      | 1     |
| 16  | 17 | Enrique Maturana   | Yamaha Kurz               | Yamaha       | 19   | +29.524   | 8       |       |
| 17  | 13 | Marco Melandri     | Matteoni Racing           | Honda        | 19   | +29.622   | 21      |       |
| 18  | 25 | Josep Sardá        | Finsco Chasis             | Honda        | 19   | +35.321   | 4       |       |
| 19  | 12 | Dirk Raudies       | Finsco Chasis             | Honda        | 19   | +1:04.317 | 24      |       |
| 20  | 86 | Emanuel Buchner    | Team Kellner              | Aprilia      | 19   | +1:04.517 | 20      |       |
| 21  | 35 | Igor Kaláb         | AMK Ravena                | Honda        | 19   | +1:44.329 | 29      |       |

### Ritirati
| Nº | Pilota         | Squadra                   | Motocicletta | Giri | Griglia |
| -- | -------------- | ------------------------- | ------------ | ---- | ------- |
| 5  | Jorge Martínez | Airtel-Aspar              | Aprilia      | 13   | 17      |
| 24 | Gino Borsoi    | Team Semprucci            | Yamaha       | 10   | 9       |
| 20 | Masao Azuma    | L.B. Racing               | Honda        | 9    | 27      |
| 29 | Ángel Nieto Jr | Airtel-Aspar              | Aprilia      | 8    | 16      |
| 62 | Yoshiaki Katō  | Team Semprucci            | Yamaha       | 4    | 6       |
| 34 | Michal Březina | Uamk Motorace Whirlpool   | Honda        | 4    | 28      |
| 98 | Chris Burns    | UGT 3000                  | Honda        | 3    | 25      |
| 26 | Ivan Goi       | Marlboro Team Alfa Bieffe | Aprilia      | 2    | 26      |

### Non qualificato
| Nº | Pilota         | Squadra         | Motocicletta |
| -- | -------------- | --------------- | ------------ |
| 27 | Gábor Talmácsi | Tom Taylor Team | Honda        |